# Лес
Лес — экологическая система, биогеоценоз, в которой главной жизненной формой являются деревья.
Лес — составная часть природы, понятие «лес» можно рассматривать на разных уровнях. В глобальном масштабе — это часть биосферы, в локальном — это может быть насаждение. Его также можно рассматривать как природно-зональное подразделение, как провинциальное подразделение, как лесной массив (Шипов лес, Шатилов лес, Чёрный лес), как экосистему.
Леса занимают около трети площади суши, их площадь на Земле составляет 38 млн км². Из них 264 млн га, или 7 %, посажены человеком. К началу XXI века человек уничтожил около 50 % площадей лесов, ранее существовавших на планете. Половина лесной зоны принадлежит тропическим лесам. Площади, занятые деревьями с сомкнутостью крон менее 0,2—0,3, считаются редколесьем.
Продовольственная и сельскохозяйственная организация ООН определяет лес как «участок земли площадью более 0,5 га, на котором растут деревья высотой более пяти метров с сомкнутостью крон более 0,1 или деревья, способные на данном участке достичь этих пороговых значений».

## Структура леса
В зависимости от биологических особенностей важнейших растений, их возраста и определённых физико-географических условий в лесу развивается несколько ярусов растений. Ярусы — достаточно чётко отграниченные горизонты концентрации деятельных органов растений. Ярусы могут быть образованы одним или двумя и более видами. В лесах различают ярусы:
1. Древостой. Полог леса — совокупность крон сомкнувшихся деревьев. В лесах умеренного пояса может быть до двух лесных пологов, в тропических лесах — до пяти ярусов древостоя. Во влажных тропических лесах есть ярус очень высоких деревьев, возвышающихся над пологом леса.
2. Подлесок, состоящий из кустарников и низких деревьев.
3. Травяной, или травяно-кустарничковый.
4. Моховой, или мохово-лишайниковый[7].
5. Лесная подстилка — «слой органических остатков на поверхности почвы в лесу»[8] (БСЭ). Она состоит из опавших листьев, веток, цветов, плодов, коры и других остатков растений, фекалий и трупов животных, оболочек куколок и личинок. Бывает, что в лесной подстилке находится несколько миллионов обитателей на каждом квадратном метре, от простейших и бактерий до мышей и других мелких млекопитающих. Поэтому обычно подстилка и есть самый густонаселённый ярус[9]. Слой остатков отмерших растений представляет собой мёртвый покров[10]. Роль лесной подстилки очень велика, она выполняет следующие функции:
  1. Место образования перегноя.
  2. Защита почвы от размыва и механического уплотнения.
  3. Регулятор водно-воздушного режима почв.
  4. Регулятор лесорастительных свойств почв.
  5. Место концентрации элементов питания растений[8].
6. Подземный ярус леса состоит из корневой системы растений[11], лесных почв и их многочисленных обитателей, включая фауну, грибы и микроорганизмы.

Встречается внеярусная растительность из вьющихся и лазящих растений, и эпифитов.
Основным компонентом является древостой. Подлесок и подрост, а в лесах с густым плотным пологом и живой напочвенный покров, могут отсутствовать. Живой напочвенный покров включает в себя имеющиеся мхи, лишайники, травянистые растения и кустарнички.

### Опушка леса
Опушка леса — полоса перехода к смежному типу растительности. Как правило, на опушке деревья покрыты листьями на всю высоту, здесь больше кустарников, лиан и подроста. Опушка отличается от соседних типов растительности видовым составом растений и животных. Многие виды встречаются исключительно на опушке.

### Валежник
Валежник — упавшие на землю стволы деревьев или их части: сучья, ветви, сухие и гниющие.
Свежий валежник может использоваться в качестве топлива.
Свежий валежник, в случае возникновения лесного пожара, способствует его быстрому распространению. Кроме того, валежник позволяет размножаться насекомым, особенно короедам, и развиваться грибным болезням, которые могут перекинуться на живые деревья. По этой причине свежий валежник по возможности в необходимых количествах удаляют из леса. Разложившийся валежник становится безвредным, и тогда его удаление из леса приносит уже не пользу, а ущерб, напрасно лишая лесную почву природного удобрения.
Валежник укрепляет склоны, защищает почву. Он является постоянным или временным домом для многих обитателей: микроорганизмов, грибов, членистоногих, моллюсков, земноводных и пресмыкающихся, птиц и даже мелких млекопитающих. Для успешного развития растений некоторых видов необходимо, чтобы их семена проросли в валежнике.
Валежник играет значительную роль как долговременный резервуар углерода. Например, в хвойных лесах в валежнике вместе с почвой может содержаться до 25—30 % запасённого в лесу углерода.

## Лес как экосистема
Лес — это не просто совокупность деревьев и кустарников, он является экосистемой — сложным сообществом из тесно связанных между собой элементов, куда входят как живые организмы (биота), так и неживая, абиотическая составляющая — воздух, почва и вода. Лесная биота включает в себя растительность, животных и микроорганизмы, причём лесная растительность — это не только древесная растительность, но и травы, мхи, грибы, водоросли и лишайники. Потоки энергии и веществ (например, кислорода) циркулируют в экосистеме, образуя круговорот и связывая в одно целое все элементы живой и неживой природы.
Примером являются процессы, связанные с фотосинтезом — процессом образования питательных веществ из воды и углекислого газа с использованием энергии солнечного света. Способностью к фотосинтезу обладают только зелёные растения, поэтому все остальные вынуждены питаться либо этими растениями, либо другими организмами, которые используют в пищу растения, и таким образом растения, прямо или косвенно, являются источником питания для всех организмов. Очень важна роль бактерий и других организмов, разлагающих отходы обмена веществ и остатки растений и животных, образуя более простые вещества, которые могут быть использованы в дальнейшем обмене веществ.

## Насаждения
Насаждение (лесной фитоценоз) — однородный участок леса, отличающиеся от соседних по характеру растительности, главным компонентом является древостой. Они могут отличаться происхождением, составом, возрастом, степенью сомкнутости или формой.
Наибольшее значение имеет различие между высокоствольными и низкоствольными насаждениями. Высокоствольные образованы деревьями, выросшими из семян, а низкоствольные — происшедшими от поросли. В одном и том же насаждении могут быть деревья различного происхождения.
Хвойные насаждения, как правило, семенного происхождения, а естественные насаждения лиственных пород — смешанного происхождения.
По составу различают насаждения чистые, из деревьев одной древесной породы, и смешанные — из деревьев двух или более разных пород. Насаждения естественного происхождения, как правило являются смешанными. Чистые насаждения встречаются только на почвах, пригодных для роста какой-либо одной древесной породы, например, чистые сосновые насаждения на сухих песчаных почвах, насаждения чёрной ольхи на трясинах.
Соотношение возрастных групп (молодняки, средневозрастные, спелые, перестойные) определяет возрастную структуру лесного фитоценоза. Классы возраста различают в зависимости от отдельных пород (бук, пихта кавказская, тополь), групп пород (хвойные, твёрдолиственные, мягколиственные), а также и от того, семенным или порослевым является насаждение. Возраст всех деревьев, образующих насаждение, может быть одинаков (одновозрастное насаждение) или различен (разновозрастное насаждение). В естественных лесах одновозрастные насаждения возникают редко (например, после сильного пожара); как правило, их возникновение связано с хозяйственной деятельностью человека.
Если насаждение долго произрастает на одном месте, не меняя состава древесных пород, то они являются коренными. Производные, или вторичные, вырастают на месте коренных лесов, которые погибли из-за стихийных бедствий — пожаров, ураганов, экстремальных морозов, продолжительных засух, инфекционных болезней деревьев или нашествий насекомых, а также лесов, вырубленных человеком.
По происхождению насаждения могут быть естественными или искусственными. Особое место среди искусственных насаждений занимают защитные лесные насаждения — искусственные насаждения для защиты от неблагоприятных природных факторов, в том числе для борьбы с засухой, водной и ветровой эрозией. Помимо прочего, защитные лесные насаждения благоприятно влияют на микроклимат, снегораспределение, гидрологический режим почвы. Их устраивают посадкой или посевом, главным образом, в степных, лесостепных и полупустынных районах. Они могут служить для защиты многих объектов, в том числе сельскохозяйственных угодий, почв, водоёмов, дорог, населённых пунктов.

### Степень сомкнутости
Степень сомкнутости насаждения (степень затенения находящейся под ним почвы) — обстоятельство, имеющее громадное значение: на затенённой пологом насаждения почве происходит накопление лесной подстилки, благодаря которой поддерживается плодородие почвы. С нарушением сомкнутости солнечные лучи проникают к почве, отчего подстилка быстрее разлагается, появляется травянистая растительность, почва уплотняется, и всё это неблагоприятно отражается на росте деревьев. До определённого возраста одновозрастные насаждения остаются сомкнутыми, потом начинается естественное изреживание. С молодого возраста между деревьями, образующими насаждение, идёт борьба из-за простора, необходимого для постепенно разрастающихся вершин; многие деревья при этой борьбе оказываются отсталыми и в итоге погибают. Таким образом, борьба между деревьями обусловливает естественную убыль стволов в насаждении, которая особенно резко заметна в молодых и средневозрастных насаждениях. Деревья, отмирающие в молодом возрасте, имеют небольшие вершинки, отмирание которых вызывает образование ничтожных просветов, которые быстро закрываются благодаря разрастанию вершин оставшихся деревьев. В более высоком возрасте отмирают крупные деревья, вершины которых занимали так много места, что образующиеся просветы не могут уже закрываться вершинами оставшихся деревьев, которые к тому же растут, вследствие преклонного возраста, довольно медленно. Таким образом, в определённом возрасте, более высоком для теневыносливых пород, например, ели, пихты, бука, граба, и более молодом для светолюбивых, например, сосны, дуба, берёзы, в насаждениях начинают появляться просветы, не могущие закрыться и нарушающие сомкнутость.

### Хозяйственная оценка
Определением количественных параметров лесов, например, запасов древесины, высоты и качества деревьев и древостоев занимается дендрометрия, или лесная таксация. Это необходимо как для коммерческой оценки лесов, так и для изучения их развития и оценки эффективности их использования и разведения.
- Бонитет леса — показатель продуктивности насаждения (скорости прироста древесины). Скорость роста деревьев зависит от почвенно-грунтовых, климатических условий и воздействия человека на лес. Бонитет зависит от средней высоты деревьев основной породы с учётом их возраста. Для всех древесных пород используется бонитировочная шкала, составленная в 1911 году профессором М. М. Орловым. Семенные и порослевые насаждения имеют особые шкалы[22][23].

## Распространение
Во всех тех местах, где возможен устойчивый рост деревьев, произрастает лес. Основным фактором, влияющим на возможность произрастания леса, является количество осадков — их должно быть не менее 200 мм в год. Остальные факторы — например, количество тепла или состав почв — влияют в основном на видовой состав.
Граница леса — сложный переход (экотон) между двумя фундаментально различными классами экосистем — лесным и безлесным. Леса произрастают только до определённой высоты местности над уровнем моря и её географической широты.
В пределах зоны произрастания лесов встречаются безлесные участки, где лес не может вырасти либо из-за пожароопасной обстановки, либо окружающая обстановка сильно ухудшена под влиянием природных или антропогенных причин. Площади безлесных из-за частых пожаров территорий составляют от нескольких гектаров до тысяч квадратных километров. Например, предполагается, что значительная часть североамериканских прерий является безлесной именно по этой причине.
Кустарники, травянистые растения и даже лишайники и мхи могут препятствовать восстановлению лесов и, возможно, могут вытеснять их. Заросли из кустарников, а иногда даже из злаков или других трав — например, золотарника или астр — могут препятствовать поселению многих древесных пород. Из-за этого некоторые территории остаются безлесными в течение более 30 лет. Проводились эксперименты, показавшие, что многие растения выделяют вещества, подавляющие прорастание семян деревьев (ингибиторы).
Восстановлению лесов на вырубках, гарях и заброшенных сельскохозяйственных угодьях могут препятствовать и некоторые животные, например, кролики в Великобритании; в прошлом бизоны в прериях Среднего Запада Северной Америки; даже мелкие млекопитающие — например, мыши — могут поедать семена и обгрызать всходы деревьев. Так или иначе, наиболее сильное влияние на леса оказывает человек.

### Распределение лесов

#### Распределение лесов по регионам мира
| Распределение и динамика изменения площади лесов по регионам мира (тыс. км²) |            |            |            |                      |                      |                 |                 |
| Регион                                                                       | 1990       | 2000       | 2010       | 2000 к 1990 тыс. км² | 2010 к 2000 тыс. км² | 2000 к 1990 (%) | 2010 к 2000 (%) |
| Восточная Африка                                                             | 888 650    | 810 270    | 731 970    | −78 380              | −78 300              | −9,67 %         | −10,70 %        |
| Западная Африка                                                              | 915 890    | 819 790    | 732 340    | −96 100              | −87 450              | −11,72 %        | −11,94 %        |
| Северная Африка                                                              | 851 230    | 792 240    | 788 140    | −58 990              | −4 100               | −7,45 %         | −0,52 %         |
| Центральная Африка                                                           | 2 682 140  | 2 614 550  | 2 548 540  | −67 590              | −66 010              | −2,59 %         | −2,59 %         |
| Южная Африка                                                                 | 2 154 470  | 2 048 790  | 1 943 200  | −105 680             | −105 590             | −5,16 %         | −5,43 %         |
| Африка                                                                       | 7 492 380  | 7 085 640  | 6 744 190  | −406 740             | −341 450             | −5,74 %         | −5,06 %         |
| Восточная Азия                                                               | 2 091 980  | 2 268 150  | 2 546 260  | 176 170              | 278 110              | 7,77 %          | 10,92 %         |
| Западная Азия                                                                | 255 880    | 262 260    | 274 980    | 6 380                | 12 720               | 2,43 %          | 4,63 %          |
| Центральная Азия                                                             | 159 010    | 159 800    | 160 160    | 790                  | 360                  | 0,49 %          | 0,22 %          |
| Юго-Восточная Азия                                                           | 2 472 600  | 2 230 450  | 2 140 640  | −242 150             | −89 810              | −10,86 %        | −4,20 %         |
| Южная Азия                                                                   | 781 630    | 780 980    | 803 090    | −650                 | 22 110               | −0,08 %         | 2,75 %          |
| Азия                                                                         | 5 761 100  | 5 701 640  | 5 925 130  | −59 460              | 223 490              | −1,04 %         | 3,77 %          |
| Российская Федерация                                                         | 8 089 500  | 8 092 690  | 8 090 900  | 319                  | −179                 | 0,04 %          | −0,02 %         |
| Европа (без РФ)                                                              | 1 805 210  | 1 889 710  | 1 959 110  | 84 500               | 69 400               | 4,47 %          | 3,54 %          |
| Европа                                                                       | 9 894 710  | 9 982 400  | 10 050 010 | 87 690               | 67 610               | 0,88 %          | 0,67 %          |
| Канада                                                                       | 3 101 380  | 3 100 330  | 3 099 820  | −1 050               | −510                 | −0,03 %         | −0,02 %         |
| Карибский бассейн                                                            | 59 010     | 64 330     | 69 320     | 5 320                | 4 990                | 8,27 %          | 7,20 %          |
| Мексика                                                                      | 702 910    | 667 510    | 648 020    | −35 400              | −19 490              | −5,30 %         | −3,01 %         |
| США                                                                          | 2 963 350  | 3 001 950  | 3 040 220  | 38 600               | 38 270               | 1,29 %          | 1,26 %          |
| Центральная Америка                                                          | 257 170    | 219 800    | 194 990    | −37 370              | −24 810              | −17,00 %        | −12,72 %        |
| Северная Америка                                                             | 7 083 820  | 7 053 920  | 7 052 370  | −29 900              | −1 550               | −0,42 %         | −0,02 %         |
| Южная Америка                                                                | 9 464 540  | 9 043 220  | 8 643 510  | −421 320             | −399 710             | −4,66 %         | −4,62 %         |
| Океания                                                                      | 1 987 440  | 1 983 810  | 1 913 840  | −3 630               | −69 970              | −0,18 %         | −3,66 %         |
| Мир                                                                          | 41 683 990 | 40 850 630 | 40 329 050 | −833 360             | −521 580             | −2,04 %         | −1,29 %         |

#### Распределение лесов по странам мира
На 2010 год наиболее богатыми лесом странами были:
1. Россия — 809 млн га.
2. Бразилия — 520
3. Канада — 310
4. США — 304
5. Китай — 207
6. Демократическая республика Конго — 154
7. Австралия — 149
8. Индонезия — 94
9. Судан — 70
10. Индия — 68
11. прочие — 1347 млн га[28].

## Классификация лесов
Существует несколько классификаций леса в зависимости от их происхождения, состояния, места распространения, от возраста деревьев, состава лесообразующих пород, от формы собственности на лес. Леса могут быть редкостойными (светлыми) или сомкнутыми. Лес может быть девственным (коренным) или вторичным. Большинство существующих лесов являются естественными, среди них различают:
- девственные леса — неизменённые человеком и природными катастрофами;
- стихийно-естественные — природные леса, подверженные воздействию человека и стихий;
- естественные, регулируемые человеком (хозяйственные).

Искусственные леса созданы человеком путём посева или посадки. Все они являются хозяйственными. В некоторых регионах — например, в Центральной Европе — они составляют большинство существующих сегодня лесов.
Существуют вечнозелёные леса (влажные тропические, хвойные, жёстколистные леса) и листопадные леса (лиственные леса умеренного пояса, муссонные, сухотропические листопадные леса), а также полулистопадные и смешанные леса.
Муссонные и дождевые леса существуют в разных географических поясах.
Джунгли — древесно-кустарниковые заросли в сочетании с высокими грубостебельными злаками, а также непроходимые густые тропические или субтропические леса и кустарники, перевитые деревянистыми лианами.

### Тип леса
Тип леса — основная единица классификации лесов, в которую входят участки леса, в которых как древесные, так и остальные ярусы имеют общий состав растительности, требуют одних и тех же лесохозяйственных мероприятий при равных экономических условиях. Типы леса характеризуется аналогичной фауной, своими экологическими взаимоотношениями, процессами развития и восстановления. Коренные типы леса развиваются в природе без влияния человека или природных катастроф. Производные типы леса сменяют коренные в результате воздействия этих факторов. Последовательно сменяющиеся коренные и производные типы образуют серию типов леса. Участки леса характеризуются лесорастительными условиями (климатическими, почвенными и гидрологическими), которые относительно постоянны, в то время как состав и соотношение биологических видов на них непрерывно изменяется.
В разных лесотипологических направлениях классификация типов леса может основываться на лесообразующей породе, общности других ярусов растительности, а также лесорастительных условий, в основном почвенных.

### По климатическим зонам
Наиболее крупной группой в классификации однотипных лесов является классификация по образованным ими одноимённым природным зонам. Природные зоны расположены примерно соответствуя определённым климатическим зонам. Вместе со всеми населяющими его организмами лес одной природной зоны является биомом. Существуют лесные формации, которые зону не образуют (болотный лес, мангры, лесные плантации). Лес может расти вне своей основной природной зоны не только в зонах высотной поясности (в горах) и в переходных природных зонах (лесостепь, лесотундра, лесосаванна), но и в виде отдельных участков на территории других природных зон.
Далее леса объединяются по географическим (климатическим) поясам, на территории которых они произрастают. Эта классификация зависит от того, какая используется классификация климатов. Например, бореальная зона тайги может включаться, либо не включаться в умеренную зону.

#### Тропические леса
Распространены в экваториальном, субэкваториальных и тропическом поясах между 25° с. ш. и 30° ю. ш.:
- Влажные тропические леса — вечнозелёные лиственные леса с влажным климатом (2000—7000 мм осадков в год). Распространены преимущественно в экваториальном, реже в субэкваториальном поясах. Имеют большое видовое разнообразие флоры и фауны (в них обитает свыше 2/3 всех видов растений и животных Земли, на 1 га встречается от 40 до 170 видов). Густота древостоя позволяет проникать внутрь (на нижние ярусы) лишь очень малому количеству света. Основные регионы распространения: север Южной Америки, Центральная Америка, Западная Экваториальная Африка (например бассейн реки Конго), Индо-Малайский регион и запад Австралии. Значительная часть всех тропических лесов уже уничтожена[38]. Мангры занимают полосу вдоль побережий между самым низким уровнем воды во время отлива и самым высоким во время прилива[39]. На склонах гор в полосе конденсации туманов произрастает тропический горный вечнозелёный лес — туманный лес, или моховой лес, нефелогилея[40].
- Сезонные тропические леса произрастают в областях, где, несмотря на хорошее увлажнение (2500—3000 мм), имеется засушливый период. Количество осадков и продолжительность засушливого периода в разных лесах неодинакова, среди них различают вечнозелёные сезонные леса (например австралийские эвкалиптовые), полувечнозелёные леса (листопадные виды представлены в верхнем ярусе, в нижнем — вечнозелёные), светлые разреженные леса (флористический состав беден, бывает представлен одной породой)[41].
  - Муссонные леса произрастают в области действия муссонов, сухой период длится около 4—5 месяцев. Растут в Южной и Юго-Восточной Азии, в том числе в Индостане, Индокитае, полуострове Малакка, на северо-востоке острова Ява[42][43].
  - Саванновые леса распространены в тропических районах с чётко выраженным сухим сезоном и годовой суммой осадков меньшей, чем в поясе сомкнутых лесов. Распространены на большей части Кубы и других островов Карибского моря, во многих районах Южной Америки, Восточной и Центральной Африки и кое-где в Индии, Китае и Австралии[21].
  - Колючие ксерофильные леса и кустарники произрастают в местностях с ещё меньшим количеством осадков — например, каатинга[41].
- Сухие тропические леса могут оставаться густыми и вечнозелёными, хотя и становятся низкорослыми и ксероморфными. Встречаются также сосновые леса[37].

#### Субтропические леса
Субтропический лес — лес, произрастающий в субтропических поясах как Северного, так Южного полушарий. Здесь почти не осталось природных старых лесных массивов, большую часть субтропических лесов составляют культурные посадки.
- Гемигилеи — распространены в районах с избыточным увлажнением в течение всего года (юго-восток и юг Бразильского плоскогорья, юго-восток Африки, Северный остров Новой Зеландии).
- Муссонные смешанные леса развиваются в условиях тёплого климата с отчётливым чередованием сухого зимнего и влажного летнего сезонов. Располагаются преимущественно на восточных окраинах материков Азии, Северной и Южной Америки, Австралии[45].
- Жёстколистные леса — вечнозелёные леса преимущественно из ксерофильных, жёстколистных пород. Наиболее типичны в Средиземноморье. Меньшую площадь они занимают в Северной Америке (Калифорния), на западе Южной Америки (в средней части Чили), на юге и западе Австралии, в Южной Африке, на севере Новой Зеландии[29].

#### Леса умеренного пояса
Леса умеренных поясов произрастают в основном в Северном полушарии, занимая большую часть Европы, большие территории в Азии и Северной Америке, небольшие площади в Южной Америке и в Новой Зеландии. Характеризуются сезонностью природных процессов. Видовой состав значительно беднее тропических лесов. Лесообразующие породы — хвойные и листопадные, в одном лесу не более 5—8 видов, часто всего один.
В лесах умеренного пояса несколько ярусов растений. В более сложных два яруса древостоя: в первом распространены сосна, ель, лиственница, дуб, ясень и др., во втором — пихта, бук, липа, клён и др. Кустарниковый ярус образуют лещина, бересклет, крушина, калина и др. Нижние ярусы представлены травяно-кустарничковым и мохово-лишайниковым покровами. Встречается и внеярусная растительность, её образуют вьющиеся и лазающие растений, а также мхи, лишайники, грибы и водоросли.
Встречаются следующие основные группы типов леса:
- Лиственные леса умеренного пояса делятся на:
  - Широколиственные, в которых деревья верхнего яруса имеют листья крупного и среднего размера, они отличаются высокой теневыносливостью и требовательностью к почве, светолюбивы, к ним относятся дуб, клён, липа, ясень, вяз. Широколиственные леса растут в условиях сравнительно мягкого климата, лишённого континентальности.
  - Мелколиственные леса, в которых преобладающие древесные породы имеют мелкие листовые пластинки, это берёзовые, осиновые и ольховые леса. Мелколиственные леса более светолюбивы и менее требовательны к плодородию почвы, они также более морозоустойчивы. Благодаря более глубокому проникновению света, жизнь на нижних ярусах более активна.
- Хвойные леса — леса, состоящие почти исключительно из деревьев хвойных древесных пород.
- Смешанные леса — леса, в которых растут как лиственные, так и хвойные деревья. Ареал простирается почти на всю Центральную и Западную Европу. В Северной Америке распространены в Аппалачах, Калифорнии, у Великих озёр[46].

Лесные зоны умеренных поясов — это:
- таёжная зона; тайга — хвойные леса северного умеренного пояса; она занимает огромные пространства Северной Евразии, Северной Америки, покрывает большие территории в горах (горные районы Северной Европы, Японских островов, Тихоокеанского побережья Северной Америки)[47].
- зона смешанных лесов;
- зона широколиственных лесов и муссонных лесов умеренного пояса[46].

### Международная классификация
В международных организациях используется классификация, предложенная ЮНЕП (UNEP-WCMC system). Здесь все занятые древесной растительностью территории разделены на 26 категорий, объединённых в 2 большие группы.

#### Умеренные и северные леса
1. Хвойные вечнозелёные леса
2. Леса с опадающей хвоей
3. Смешанные хвойно-широколиственые леса
4. Широколиственные вечнозелёные леса
5. Широколиственные листопадные леса
6. Леса пресноводных болот
7. Жёстколиственные сухие леса
8. Леса с заметным человеческим вмешательством
9. Редколесья и парковые зоны
10. Плантации экзотических (то есть не произраставших в данной местности в естественных условиях) видов
11. Плантации местных видов
12. Плантации без уточнения данных

#### Леса без уточнения данных

##### Тропические и субтропические леса
1. Равнинные вечнозелёные широколиственные дождевые леса (на высоте до 1200 м)
2. Нижние горные леса (на высоте от 1200 м до 1800 м)
3. Верхние горные леса (на высоте свыше 1800 м)
4. Леса пресноводных болот
5. Полулистопадные влажные широколиственные леса
6. Смешанные хвойно-широколиственые леса
7. Хвойные леса
8. Мангры
9. Леса с заметным человеческим вмешательством
10. Листопадные и полулистопадные широколиственные леса
11. Жёстколиственные сухие леса
12. Колючие леса
13. Редколесья и парковые зоны
14. Плантации экзотических (то есть не произраставших в данной местности в естественных условиях) видов
15. Плантации местных видов[26][48]

## Животный мир лесов
Лесная фауна — животные, использующие леса в качестве места обитания, источника пищи, места для размножения или защиты. Лесная фауна составляет до половины всех видов животных. Её представители могут иметь специфические адаптации к условиям леса. Лес предоставляет своим обитателям ряд экологических ниш: лесные почвы, подлесок, стволы деревьев, верхний ярус леса. Многие животные узкоспециализированны и привязаны к определённым вертикальным ярусам и видам деревьев. Состав и численность лесной фауны определяется структурой и составом флоры, и, в свою очередь, животные оказывают прямое влияние на рост, развитие и формирование древостоя. Лесная фауна различных зоогеографических зон существенно отличается, при этом в тропических лесах фауна наиболее богата и разнообразна.

### Роль фауны в жизни леса
Животные очень важны для леса, помогают его росту и развитию. Многие обитатели леса, используют в пищу семена и плоды лесных растений, в том числе ягоды, чем содействуют их распространению и возобновлению. Из птиц — это кедровка, сойка, дрозды, дятлы и другие, из млекопитающих — мелкие грызуны, бурундук, белка, бурый медведь и другие. Многие насекомые приносят лесу пользу, опыляя цветки растений. Насекомоядные птицы и млекопитающие, вместе с беспозвоночными хищниками и паразитами, ограничивают количество растительноядных насекомых. Роющие землю беспозвоночные и млекопитающие имеют важное значение в процессах образования почв. Некоторые лесные насекомые размножаются иногда в громадных количествах и истребляют целые леса, как например непарный шелкопряд и сибирский коконопряд, отдельные виды пядениц, хрущей и грызунов. Тем не менее в целом не существует вредных или полезных животных, все в лесу взаимозависимы и играют свою роль в общем биологическом круговороте.

### Распределение животных в лесах
Одни из лесных животных мало разборчивы в выборе леса, тогда как другие выбирают леса с определённой древесной породой (большинство насекомых питаются определёнными деревьями; многие птицы живут исключительно, например, в хвойных лесах). Кроме того, одни виды предпочитают опушки лесов (большинство воробьиных, полевой лунь); другие живут несколько глубже (мелкие соколы, сарыч); третьи же забираются в самую глубь леса (многие крупные хищные птицы).
По количеству видов тропические леса значительно превосходят леса умеренных и холодных стран (число особей каждого отдельного вида в них небольшое). В особенности велико в тропических лесах количество птиц и насекомых. Во влажных тропических лесах из-за недостатка света подлесок и травяной покров беден, поэтому наземных видов в них мало.
Численность животных в лесах не остаётся постоянной. На размножение и выживание большое влияние оказывают урожаи высококалорийных семенных кормов. Сезонные кочёвки и миграции определяют сезонные колебания численности животных в лесах.

## Значение леса

### Лес как географический и экологический фактор
Леса заметно влияют на процессы, происходящие в атмосфере, на земной поверхности и на некоторой глубине под нею, взаимодействует со многими компонентами окружающей среды, оказывая определяющее влияние на её качество.
- Гидросфера. Лес непосредственно участвует в круговороте воды в природе и таким образом поддерживает водный баланс. Лес способствует накоплению снега, задерживает почвенные, талые и дождевые воды, улучшая этим гидрологический режим водоёмов, в том числе подземных. Замедляя таяние снега весной, леса ослабляют интенсивность нередко разрушительных весенних паводков, поддерживают полноводность рек, что важно для гидроэнергетики[53].
- Почвы. Богатый азотом и другими элементами лесной опад трансформируется в лесную подстилку и гумус. Подзолообразовательный процесс, формирующий кислые подзолистые почвы, наиболее заметен в тайге, лиственные породы и лиственница его ослабляют. Корни деревьев позволяют воде проникать в более глубокие слои почвогрунта, способствуют аэрации, изменяют их влагоёмкость и водопроницаемость, сдерживают засоление почв. Для сохранности почв от размыва, особо важны леса на высоких крутых склонах и водоразделах. Леса также способствуют закреплению песков[2]. Для предотвращения выветривания плодородного слоя почвы, а также для снегозадержания, между участками пахотных земель создаются ветрозащитные лесные полосы.
- Погода и климат. Леса смягчают сезонные колебания температуры, снижают скорость и силу ветра. Транспирация и относительно слабый ветер способствуют повышению влажности воздуха в лесу на 5—10 %. Уничтожение леса на большой территории делает климат более континентальным и сухим, увеличивает вероятность засух[2][54].

#### Лес — хранитель углерода
Лес участвует в круговороте кислорода в природе наиболее активным образом, оказывая решающее влияние на химический состав атмосферы.
Несмотря на то, что в стабильных лесах количество потребляемого в процессе фотосинтеза оксида углерода (углекислого газа), как правило, не превышает количества, выделяемого в атмосферу Земли в результате дыхания, горения и гниения, лес играет важнейшую роль в геохимическом цикле углерода. Лес является одним из основных резервуаров углерода на Земле. В атмосфере Земли в виде углекислого газа содержится около 800 Гт углерода. В наземных растениях, большую часть которых составляют леса, содержится около 550 Гт углерода, который, если попадёт в атмосферу, усилит парниковый эффект и глобальное потепление. Кроме того, большое количество углерода аккумулировано в почвах. Благодаря существованию лесов в прошлом были накоплены запасы каменного угля и других полезных ископаемых.
По оценке ФАО, в 2010 году в лесах запасено более 650 Гт углерода, из них 44 % в биомассе, 45 % в почве, остальной в отмершей древесине и мусоре.

### Хозяйственное значение леса
Можно выделить следующие основные направления использования леса в хозяйственных целях:
- источник пищи (грибы, ягоды, дичь, мёд);
- источник энергии (дрова, а сейчас и сырьё для производства биотоплива);
- источник сырья (древесина, смола, дёготь, кора и т. д.) для лесной промышленности, в том числе для деревообрабатывающей, целлюлозно-бумажной и лесохимической промышленности;
- кормовая база животноводства;
- благоприятная среда для развития пчеловодства[2][56][57].

По оценкам западных специалистов и российских сотрудников WWF, в РФ неполно используют леса для производства бумаги и лесоматериалов; в 21 веке возросли незаконная рубка и обезлесение, особенно на Дальнем Востоке и в Сибири; а количество лесных инспекторов сократилось.

### Значение леса для здоровья человека
Лес имеет огромное санитарно-гигиеническое и целебное значение. В воздухе природных лесов присутствует более 300 наименований различных химических соединений. Леса активно преобразовывают некоторые атмосферные загрязнения. Наибольшей окисляющей способностью обладают хвойные — сосна, ель, можжевельник, а также некоторые сорта лип, берёз. Лес активно поглощает аэрозольные промышленные загрязнения: в частности, осаждает в кронах пыль с последующим переводом её в почву вместе с осадками, поддерживает постоянство состава воздуха (1 га леса осаждает до 50-70 т пыли в год). Лесные полосы вдоль дорог способствуют снижению шума от транспорта.
Леса, особенно хвойные, выделяют фитонциды — летучие вещества, обладающие бактерицидными свойствами. Сосновый лес выделяет в воздух примерно 5 кг фитонцидов в сутки, можжевёловый — примерно 30 кг. Фитонциды убивают болезнетворные микробы. В хвойных лесах воздух почти стерилен.
Пребывание в лесу благотворно влияет на нервную систему, тонус, усиливает двигательную и секреторную функции желудочно-кишечного тракта, способствует улучшению обмена веществ, стимулирует сердечную деятельность и повышает иммунитет. Лес является важнейшим рекреационным ресурсом, экотуризм, прогулки по лесу, отдых в лесу способствуют снятию стрессов и восстановлению психического и эмоционального здоровья человека.

### Лес как исторический фактор
Наличие или отсутствие леса нередко оказывало непосредственное влияние на ход исторических процессов и судьбы этносов.
Среди некоторых экономистов было высказано мнение, что жизнь первобытного человека в лесах, где происходило собирательство даров леса, производимое преимущественно женщинами, а также охота и рыбная ловля, чем занимались преимущественно мужчины, стала базой для разделения труда, как одной из важнейших черт человеческого общества. Дальнейшее же развитие орудий и средств производства, связанное с освоением скотоводства и земледелия, означавших существенный прогресс в общественных отношениях, связано с выходом человека из сильной зависимости от леса.
Об основании поселений на месте лесов, выкорчеванных и тем самым давших место для жизни и сельскохозяйственной деятельности, говорят, например, топонимы немецкой географии: Friedrichroda, Gernrode, Osterode, Rodach, Walsrode, Wernigerode, Zeulenroda и др. Некоторые из этих населённых пунктов ориентировочно находятся на территории протяжённого Герцинского леса, приблизительно совпадавшего с местом проживания германских племён гермундуров, фермионов и маркоманов
С другой стороны лес, его близость к жилью существенно влияли на исторически складывающийся образ жизни людей, в частности, на национальную архитектуру. Так, типичным видом жилья для восточных славян были бревенчатые постройки. Даже в том случае, когда первый этаж здания строился из камня (кирпича), второй этаж и более высокие этажи были деревянными. Этому способствовало убеждение, что жизнь в деревянной постройке полезнее для здоровья, чем в каменной.
Впервые историческая роль леса документально отражена в записках Юлия Цезаря (около 100—44 до н. э.) о Галльской войне — De bello Gallico, который между 58 и 51 годами вступил в контакт с германскими племенами, населявшими покрытые лесами земли по правому берегу Рейна. Свой отказ распространить экспансию и на эти земли Цезарь объяснил тем, что эти леса «населены единорогами и другими мифическими животными», и потому эти земли никогда не могут быть колонизованы, и целесообразнее их просто игнорировать.
Скорее всего, причина заключалась в ясном представлении Цезаря о бесполезности применения в лесной местности тактики римских легионов, на открытых пространствах приносившей верную победу. И это опасение подтвердилось в 9 году, когда херуск Арминий в Тевтобургском Лесу наголову разбил войско римского военачальника Публия Квинтилия Вара. В результате в начале нашей эры лесистая область, населённая германцами, даже носила у римлян название «Свободной Германии» (Germania libera).
Для основной части человечества, живущей в областях с умеренным климатом, леса издавна перестали быть местом проживания крупных сообществ, однако их функция как убежища от противника, а также от чрезмерной регламентации со стороны общества сохранялась на протяжении всей человеческой истории. Лес всегда ассоциировался с местом обитания маргинальных личностей, что нашло своё отражение в художественной литературе (Робин Гуд из Шервудского леса) или в национальном русском эпосе — «Соловей-разбойник» из Муромского леса.
В Русском государстве особо охраняемые леса Засечной черты в XV—XVIII веках несли важную функцию защиты от набегов крымских татар. В этих лесах устраивались сплошные завалы деревьев, труднопроходимые для конницы.
Во время Второй мировой войны Брянские леса, обширные леса Полесья на Украине и в Белоруссии носили название «Партизанский край». Здесь, несмотря на оккупационный режим, продолжали существовать органы советской власти. После войны в Литве, Латвии и Эстонии леса служили убежищем националистических отрядов, называвших себя «лесными братьями».
В лесных районах оккупированной Югославии партизанское сообщество имело даже характер государственного образования со своими дифференцированными по родам войск вооружёнными силами.
После Второй мировой войны обширные лесные районы Южной Америки также были местами действия крупных партизанских соединений (Че Гевара).
Общеизвестна роль тропического леса в войне во Вьетнаме.
Истребление лесов на о. Пасхи стало одной из причин исчезновения уникальной цивилизации древних рапануйцев; обезлесение, вызвавшее эрозию почв, привело, вместе с другими факторами, к упадку цивилизации майя.

## История лесов

### Палеозой
Древнейший лес, состоявший из кладоксилеевых деревьев Calamophyton и других растений, произрастал в эйфельском веке (средний девонский период) на территории современной Англии. Более поздние низкорослые леса образовывали гигантские хвощи и плауны, имевшие высоту более 7,5 м, с подлеском из примитивных папоротников и других мелких растений.
Около 358 млн лет назад начался каменноугольный период, в течение которого на суше распространились густые, обширные леса из гигантских хвощей, плаунов и древовидных папоротников, имевших высоту около 30 м. В это же время появились первые примитивные голосеменные растения — семенные папоротники и кордаиты. В каменном угле, образовавшемся в тот период, часто присутствуют многочисленные ископаемые остатки растений.
В начале пермского периода (280 млн лет назад) происходили процессы горообразования, мощного оледенения Южного полушария и глобального перераспределения суши и моря, климат становился всё более сухим. В это время распространялись примитивные саговниковые и хвойные, вытесняя гигантские хвощи, плауны и древовидные папоротники.

### Мезозой
Около 250 млн лет назад началась мезозойская эра. В триасовом и юрском периодах основной древостой образовывали саговниковые и хвойные (много секвой), распространилось большое количество гинкговых. В Восточном Китае до сих пор произрастает гинкго двулопастный — единственный невымерший представитель класса гинкговых. Наиболее распространёнными в мезозое были хвойные леса из деревьев, похожих на современные араукарии.
В триасовом периоде появились первые покрытосеменные (цветковые) растения. В течение юрского периода постепенно увеличивалось разнообразие цветковых, а хвойных пород и других голосеменных становилось всё меньше. Цветковые растения стали доминировать в древостое во время мелового периода (145-66 млн лет назад), среди них были предки современных фикусов, магнолий, падубов, дубов, сассафрасов, ив и клёнов. Метасеквойя — дерево с опадающей хвоей — распространилась по всему Северному полушарию во время мелового и палеогенового периода.

### Кайнозой
В начале палеогенового периода, в эпоху палеоцена, климат продолжал оставаться тёплым и влажным, что способствовало разнообразию флоры и изобилию растительности, в том числе покрытосеменных древесных растений. Леса Северного полушария были похожи на современные леса тропического и умеренного поясов.
- Арктотретичный тип флоры был самым северным из существовавших в то время. Листопадные деревья и другие растения этого типа были очень похожи на современные растения востока Северной Америки и Азии, были очень похожи на всей этой территории распространения. Доминирующими широколиственными породами были вяз, каштан, клён, важную роль играли ольха и метасеквойя.
- Третичный неотропический тип флоры был распространён ближе к экватору, отличался вечнозелёными широколиственными породами, родственными современным тропическим и субтропическим видам. В неогеновом периоде, в связи с изменениями климатических условий, типы флоры переместились по направлению к экватору. Территории лесов сокращались, уступая место травяным сообществам.
- Мадротретичный тип флоры сформировался на западе Северной Америки по мере распространения сухого климата, для него характерны мелколиственные деревья и кустарники, похожие на современные мексиканские и юго-запада США.

В конце кайнозойской эры на западе Северной Америки происходили процессы горообразования и изменений климата. Благодаря этому стали доминировать хвойные породы, ранее малозаметные в арктотретичной флоре.
Четвертичный период начался примерно 2,5 млн лет назад и продолжается сейчас. Его особенности: чередование эпох обширных материковых оледенений (гляциалов) и тёплых межледниковых эпох (интергляциалов). Из-за этого вымерли многие виды деревьев и других растений, заметно и повсеместно уменьшилась площадь лесов.

### Голоцен
За последние 8000 лет человеком полностью сведено около 50 % площадей лесов, существовавших на планете, эти территории заняты посевами, пастбищами, поселениями, пустошами и другими антропогенными ландшафтами, из оставшихся лесов лишь 22 % состоят из естественных экосистем. Причём более 75 % обезлесения приходится на XX век — период глобального демографического взрыва. Согласно С. Симард (2023), 80 % оставшихся лесов, которые у нас есть сегодня, находятся под влиянием, во многом негативном, со стороны человека.

## Изучение леса
Наука, изучающая леса, называется лесоведением. Лесоведение изучает леса как сложное растительное сообщество, в том числе:
- все населяющие лес организмы и их связи со средой существования,
- биологические особенности и лесоводственные свойства лесных пород и насаждений,
- закономерности смены пород в течение взросления и старения леса,
- зональные типы леса и соответствующие им типы лесорастительных условий.

Являясь теоретической базой лесоводства, лесоведение изучает системы организации и способы ведения лесного хозяйства.
Наука, изучающая древесные растения (деревья, кустарники и кустарнички), называется дендрология.
Для обеспечения устойчивого управления лесом ФАО ООН определила следующие основные направления его изучения:
- распространение лесных ресурсов,
- биологическое разнообразие,
- здоровье и жизнеспособность леса,
- защитные функции лесных ресурсов,
- продуктивные функции лесных ресурсов,
- социально-экономические функции лесных ресурсов,
- юридические, политические и организационные аспекты[85].

ФАО ООН проводит мониторинг и глобальную оценку лесных ресурсов по всем странам. Публикует отчёты за пятилетний период.

## Охрана леса
Сегодня объём вырубки леса нередко в несколько раз превышает объём его естественного восстановления. В связи с этим в цивилизованных странах уделяется много внимания воспроизводству леса, как путём лесопосадок, так и полного запрещения в некоторых лесах любой хозяйственной деятельности. Благодаря этому в этих районах обеспечивается естественное воспроизводство лесов, а в некоторых странах существуют в небольшом количестве лесные участки, где никогда не имело места вмешательство человека в жизнь леса.
Охрана леса является одним из направлений деятельности по охране окружающей среды и охране природы и производится:
- на уровне международного права, например Конвенция, принятая Конференцией ООН по окружающей среде и развитию, Рио-де-Жанейро, 3-14 июня 1992 года[88];
- на государственном уровне;
- на уровне общественных организаций, вплоть до радикальных методов шипования деревьев.

Мероприятия, связанные с охраной леса, можно разделить на следующие группы:
- научно-исследовательские,
- организационно-технические,
  - создание заповедников и других охраняемых территорий,
  - лесовосстановление,
- экономические,
- административно-правовые[89].

## В мифологии
В различных мифологиях связывается, в первую очередь, с животным миром или зооморфным миром, чьи обитатели представлены в звериных обличьях. Лес является одним из основных мест пребывания сил, которые враждебны человеку. Дуалистическая мифология большинства традиций содержит противопоставление «селение — лес» в качестве одного из основных. Через лес пролегает путь в мир мёртвых. Мифы некоторых племён Океании помещают за лесом страну солнца. По поверьям селькупов, в лесу находится вход в нижний мир. Мир мёртвых представлен к качестве тундры, окаймлённой кедрами, или мыса, поросшего кедровым лесом. Непроходимый девственный лес, который окружает входы в подземное царство мёртвых аид — характерный образ также для греческой и римской культур, встречаясь у Овидия (Ovid. Met. IV 431; VII 402) и Вергилия (Verg. Aen. VI 237—238). Лес как доброе начало присутствует в относительно небольшом числе мифологических традиций. Так, в мифологии пигмеев бамбути лес воплощён, в частности, в ночных криках священного деревянного цилиндра, представляющего таинственное лесное животное молимо. Нередко лес представлен как местопребывание особого высшего божества (например, джок у африканских племён луо) или специфического духа леса (в славянской традиции обиталище бабы-яги).
Лес, обычно горный, может выступать в качестве объекта поклонения, например, в традициях древних тюрков и ряда других тюркских народов. В этом случае он персонифицируется как хребет, поросший лесом. Из трёх основных миров лес, как правило, относится к среднему миру, вплоть до того, что в некоторых языках слово лес образовано от слова со значением «средний». Близость значений «лес» и «гора», во многих языках обозначенными одним словом, образует тройную систему миров «небо — гора (покрытый лесом горный хребет) — вода» (например, у негидальцев и других сибирских народов), в которой гора, которая связана с удачей во время охоты, как и лес, наделена ролью среднего мира.
В мифологических традициях многих народов Западной Африки каждому человеку приписывается лесной дух, который нередко наследуется из поколения в поколение. Нанайцы считали, что лесной дух посещает каждого охотника его из года в год в образе женщины. Ряда сибирских народов и древние исландцы считали, что лесные духи выступают как посредники (медиаторы) между мирами богов (высших демонов) и людей. Однако чаще помимо отдельных духов леса присутствует основной лесной дух или хозяин леса и зверей, которых обитает в долинах, что богаты зверьём, или в земле рядом с основаниями стволов. У баргузинских эвенков он именуется дагачан, «комель». Главный хозяин леса (Баян Хонгаю в традиции бурят, Бай Байанаю у якутов) властвует над хозяевами отдельных участков леса или видов дичи. В своей наиболее древней форме лесного духа представляли зооморфным, например, якутские охотники. В некоторых сюжетах зооморфный хозяин леса (огромный медведь, имеющий девять горбами в мифологии низовых нанайцев и др.) держит в подчинении животное, после убийства которого охотник необходимо сразу попросить прощения у хозяина леса, иначе его постигнет наказание. Во время медвежьего праздника нанайцев медведь, которому приносят дары, передаёт эти подношения невидимому хозяину леса, который выступает также как хозяин медведей. Иногда лесной дух воплощается в человека, который рождает животных, или объединяет в себе человеческие и зооморфные черты: в японском обряде используется птичий головной убор торикабуто — «шлем птицы»; в мифологии кетов присутствует хозяин лесных зверей Кайгусь, объединяющего облик медведя и женщины. Как считается, более поздним является образ духа леса как антропоморфного существа. В мифах зейских эвенков духом — хозяином леса является молодая красивая женщина, у которой вместо собак служат медведи. Близким является образ женского божества охоты у грузин Дали; сходны божества в представлениях некоторых народов Северного Кавказа и Сибири; хозяйки зверей в микенской и классической Греции. В представлениях нивхов лесной хозяин пал ыз обладает обликом обычного нивха, который живёт со своими родственниками — лесными людьми. Бурятские мифы рассказывают о хозяевах отдельных участков леса — духах умерших знаменитых охотников. Западносибирские татары представляли дух леса урман иясе как старика, идущего по охотничьим тропам. Часто считалось, что дух леса (например, леший в верованиях восточных славян, уокло африканских племён манде и др.) ходит задом наперёд, застёгивает одежду не на ту сторону и т. п. Образ божества леса и охоты, хозяина зверей может объединять большие географические ареалы, в которых сходны имена бога (например, у народов Кавказа: сванский Апсати, осетинский Афсати, карачаевский Апсаты, балкарский Авшати) или многие из его атрибутов (например, в мифологиях финно-угорских, самодийских и ряда других народов Севера). У абхазов и других народов Кавказа, как и в мифологии хурритов имелось представление, что от расположения бога или хозяина леса зависит удача охотника (например, Ажвейпш). В поверьях тувинцев, дух — лесной хозяин даёт охотнику лишь ограниченное количество зверей, тогда как охотник пытается сбить его со счёта; этот персонаж прячет мясо животного, он прикрывает место убийства зверя ветвями и камнями.
Известно представление, что дух леса любит тишину (эвенкы Сибири, шорцы и другие народы Алтая считали, что во время охоты запрещено громко разговаривать, смеяться); ему нравится слушать сказки (якуты, буряты, нанайцы, долганы брали на охоту сказочника). Осетинский персонаж Афсати «требует», чтобы после охоты охотник щедро накормил всю свою деревню.
В ходе постепенного переосмысления противопоставления «селение — лес» в направлении нового различения «город — природная среда» — и соответственно «культура — природа» — меняется и отношение к самому лесу и его хранителю. Римская мифология представляла Сильвана (букв. «лесной», «леший») не столько как отдельного божества, сколько как лишь одного из воплощений божества загородных мест Фавна.
В некоторых традициях культурный герой стремится обезвредить стража леса и вырубить сам лес для строительства в его родном городе. По сюжету шумерской поэмы «Гильгамеш и гора живых» Гильгамеш, сопровождаемый пятидесятью гражданами своего города и семью богатырями — чудовищами ведёт трудный поход к кедровому лесу, где срубает кедры и убивает при помощи чудесных помощников хранителя кедров — чудовище Хуваву или Хумбабу в аккадской поэме. Большое число особых строительных священных текстов, которые известны в хаттских («прото-хеттских») оригиналах и хеттских переводах, рассказывают о получении при помощи богов из горных лесов деревьев высокой прочности, необходимых для строительства дворцов.
В мифах, а позднее в сказках часто встречается мотив отправления в лес на воспитание родившегося чудесным образом ребёнка. Близнечные мифы обычно повествует, как близнецов или одного из них отправлили в лес, то есть в стихию, которая соответствует их необычному для людей рождению. С лесом и его хозяином связывается также обряд инициации юношей, уходящих в лесной дом (например, у бамбути и др.), что отражает в соответствующий мифологический и сказочный мотив ухода юноши из дома в лес, например, в сюжетах южноамериканских мифов о ягуаре, славянских волшебных сказках и др. Мифы передают характерное для многих инициационных обрядов африканских культур использование некоторых деревьев в качестве источников силы и исцеления. Так, герой мифа руанда Рьянгомбе был подброшен во время охоты буйволом. Он упал в лесу, где некоторые деревья отказали ему в помощи, утверждая, что он ослушался свою мать, другие же, такие как дерево умбуко, которое было источником магической силы в ходе обряде инициаций — не давали ему упасть.
В сюжетах многих мифов и сказок лес растёт чаще всего из гребешка, в некоторых случаях из волос или цепочки, бросаемых убегающим героем позади себя, чтобы задержать его преследователей. Так, по древнеяпонскому мифу Идзанаки, которого преследовали ведьмы, что посла его разгневанная сестра Идзанами. Стремясь остановить ведьм, он швырнул назад свой гребень, после чего выросли ростки бамбука. Кетской миф рассказывает, как Каскет, спасавшийся от злого женского существа Дотет, повелел вырасти роще, состоящей из семи лиственниц, на одной из которых он пытался скрыться.

## В искусстве
В литературе и изобразительном искусстве народов древнего мира лес чаще всего фигурировал в качестве совокупности деревьев, не воспринимаемой как единая и протяжённая органическая масса. Распространённым был мотив «священной рощи» или райски прекрасного лесного сада, что представляло собой вариант «locus amoenus» (букв. «прелестного места») — топоса, который оказал основополагающее влияние на пейзажную лирику Европы.
В христианской традиции лес как зловещая «чащоба-прибежище зверей и драконов» сочетается с, как правило, агиографическими мотивами «лесного безмолвия», которое понимается
как благодатная среды для аскетического сосредоточения. В качестве леса часто понимается «пустынь» в таких сценах, как «Иоанн Креститель в безмолвии», «Покаяние Марии Магдалины» и др.
Под влиянием прежде всего куртуазной лирики и народной языческой традиции складывается художественное представление о лесе как масштабном органическом единстве. На «мифологию леса» в средневековой европейской культуре большое влияние оказало позднеэллинистическое (Сервий, Халкидий), получившее поддержку философами шартрской школы, толкование леса в «Тимее» Платона и «silva» в «Энеиде» Вергилия в качестве «аллегорического леса», понимаемого как «первородный хаос материи». Этот «зелёный хаос» становится местом, где герои «Тристана и Изольды», «Парсифаля» и других циклов мучительно совершенствовали свою человеческую природу, что отражает мотивы трансформации рыцаря в безумного «лесного дикаря», а также аллегорической «лесной охоты». К этому близки образы «сумрачного леса» у Данте и в «Гипнеротомахии».
Отождествление леса со стремящейся к магическому преображению материей характерны для искусства Возрождения и барокко, ср. лесные мотивы в творчестве Джорджоне и мастеров его круга. Для живописи и графики Нидерландов и Германии XVI века характерными стали образы леса — «храма Природы», который подспудно напоминает о «священных рощах» древних германцев: например, проповедь Иоанна Крестителя в лесу у Питера Брейгеля Старшего и др. С этим сравнимы апологетические мотивы в «Германии» немецкого гуманиста Конрада Цельтиса. Мифопоэтическим характером обладает и предсказание о движущемся лесе в «Макбете» Шекспира.
Некоторую роль лесная тема играла в искусстве и литературе Просвещения (например, руссоистские мотивы лесного «храма Природы») и романтизма, в особенности немецкого, а также в ряде ранних произведений Николая Гоголя. Однако в XVIII—XIX веках мотив леса в значительной мере потерял свою мифологичность вплоть до искусства символизма и «модерна» в творчестве Арнольда Бёклина, Пюви де Шаванна, В. Э. Борисова-Мусатова и др..
Сюрреализм, например, живопись Р. Матты Эчауррена и В. Лама, предполагает, что лесная чаща есть воплощение идеи зловещего господства агрессивной бессознательной природы. В реализме XX века лес воплощал многотрудные пути человеческого познания (У. Фолкнер, Р. Фрост и др.), наглядный образ родины, школу «экологической мудрости» (Л. М. Леонов и др.).